# Euploea dromius
Euploea dromius är en fjärilsart som beskrevs av Grose-smith 1895. Euploea dromius ingår i släktet Euploea och familjen praktfjärilar. Inga underarter finns listade i Catalogue of Life.